# Hernán Helman
Hernán Helman, más conocido como El Gurucháin (n. el 24 de junio de 1980 - 2011), fue un músico y fotógrafo argentino.

## Trayectoria
Nació en Capital Federal (Buenos Aires) y se crio en San Isidro (Provincia de Buenos Aires).
Su afición por la música y los viajes lo llevó a componer más de seis discos a capela y a recorrer en bicicleta las 23 provincias de su país natal incluyendo la extensa ruta 40 patagónica. Dio charlas en escuelas rurales sobre Parques Nacionales. Asimismo y al tiempo, esporádicamente se albergaba durante la noche en comisarías, cuarteles de bomberos o en tiendas de campaña.
Visitó además España, la provincia de Andalucía, trabajando de camarero y el África musulmana.
Su última travesía conocida era unir Buenos Aires con Nueva York en bicicleta. El periplo comenzó el 21 de octubre de 2010 desde el obelisco de la ciudad de Buenos Aires, incluyó una parada en Bariloche donde ofreció conciertos en el boliche Che Papa por varios días.
Las últimas publicaciones en su blog personal, mediante el cual hacía pública su vida y trayecto fue el 16 de febrero de 2011.
Fue visto por última vez en la zona de las playas de Bellavista, Tomé, Chile internándose en el mar. Murió ahogado y sus restos se encontraron dos meses después.